# Присс, Эмиль
Ашилль Конста́н Теодо́р Эми́ль Присс д’Аве́н (фр. Achille Constant Théodore Emile Prisse d'Avennes; 27 января 1807, Авен-сюр-Эльп — 16 февраля 1879, Париж) — французский археолог, египтолог, архитектор и писатель. Его именем назван папирус, найденный в Фивах в 1856 году.
Благодаря своим исследованиям и живописным описаниям одежды и обычаев Древнего Египта, привнесённым концепциям во Всемирные выставки 1867 и 1878 годов, считается первопроходцем ориентализма в европейском искусстве конца XIX века.

## Биография
Происходил из семьи английских аристократов, которые в 1680-х годах вынуждены были сбежать во Фландрию от религиозных и политических гонений короля Карла II. В семилетнем возрасте после гибели отца Эмиль по настоянию дедушки отправился на обучение в Трелон. В 19 лет он окончил Национальную высшую школу искусств и ремёсел, где изучал архитектуру.
Его проект фонтана на площади Бастилии не был реализован. В 1826 году Присс отправился с французской экспедицией поддержать греческую революцию. Оттуда он отправился в Палестину, посетил Иерихон, в Иерусалиме зачислен в Орден Святого Гроба Господнего Иерусалимского. В Египте вице-король Мухамед Али-паша принял Присса на работу инженера, назначил руководить работами по транспортировке Луксорского обелиска в Париж.

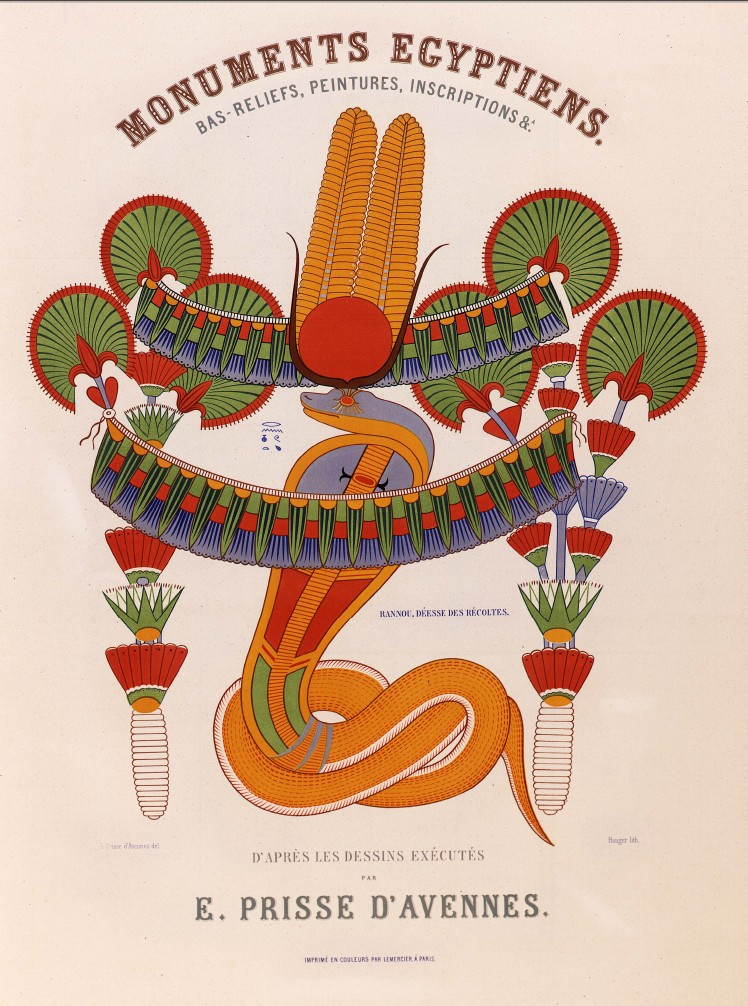
Титульный лист «Египетские памятники» 1847 года

С июля по сентябрь 1834 года Присс описывал и картографировал регион Нижнего Египта. Некоторое время он преподавал в школе от инфантерии в Думьяте, где окончательно проникся глубочайшим интересом к культуре Древнего Египта. Он совместно с Франсуа Шампольоном дешифровывал древнеегипетские иероглифы, изучал местные язык, культуру, обычаи, посетил священные исламские места — Мекку и Медину.

### Первые находки
В мае 1843 года археолог тайно демонтировал барельефы («Карнакский царский список») в зале празднеств Тутмоса III и вывез их в Лувр. Из-за неверного нанесения лака из битума цветная роспись барельефов утрачена.
В 1845 году Присс удостоился Ордена Почётного Легиона.
В 1847 году Присс выпустил «Египетские памятники» (фр. «Monuments égyptiens») и «Восточный альбом» (фр. «Album oriental») с описанием костюма, обычаев, нравов современных ему египтян.
В 1856 году в Фивах Присс нашёл папирус, датируемый периодом XII династии Среднего царства древнего Египта (около 1991—1783 до н. э.) и названный позже в его честь. С тех пор папирус Присса хранится в Национальной библиотеке Франции в Париже.

### 1848—1854: Возвращение во Францию
После революции 1848 года во Франции Присс вынужден вернуться на родину. Его прошение предоставить должность консерватора древних памятников в Лувре или Коллеж де Франс не было удовлетворено. Также его предложение 1849 года разместить в Доме Инвалидов саркофаг из Нижнего Египта для Наполеона Бонапарта вместо красного гранитного (как напоминание об Отечественной войне 1812 года) не встретило одобрения.
В 1852-1854 годах Присс выпустил пятитомник «Обзор Востока и Алжира» (фр. «Revue Orientale et Algérienne»), подробно освещавший жизнь и культуру Востока.

### 1858—1860: Египетская экспедиция
В 1858 году Присс по приказу Наполеона III отправился в научную экспедицию по Египту. В это же время Огюст Мариет по распоряжению Исмаила-паши основал в Булаке Каирский египетский музей для сохранения египетских артефактов в стране. Заслуживший своими прежними действиями в Египте звание «грабителя», Присс с трудом получает от вице-короля разрешение фирман с условием ничего не вывозить из Египта.

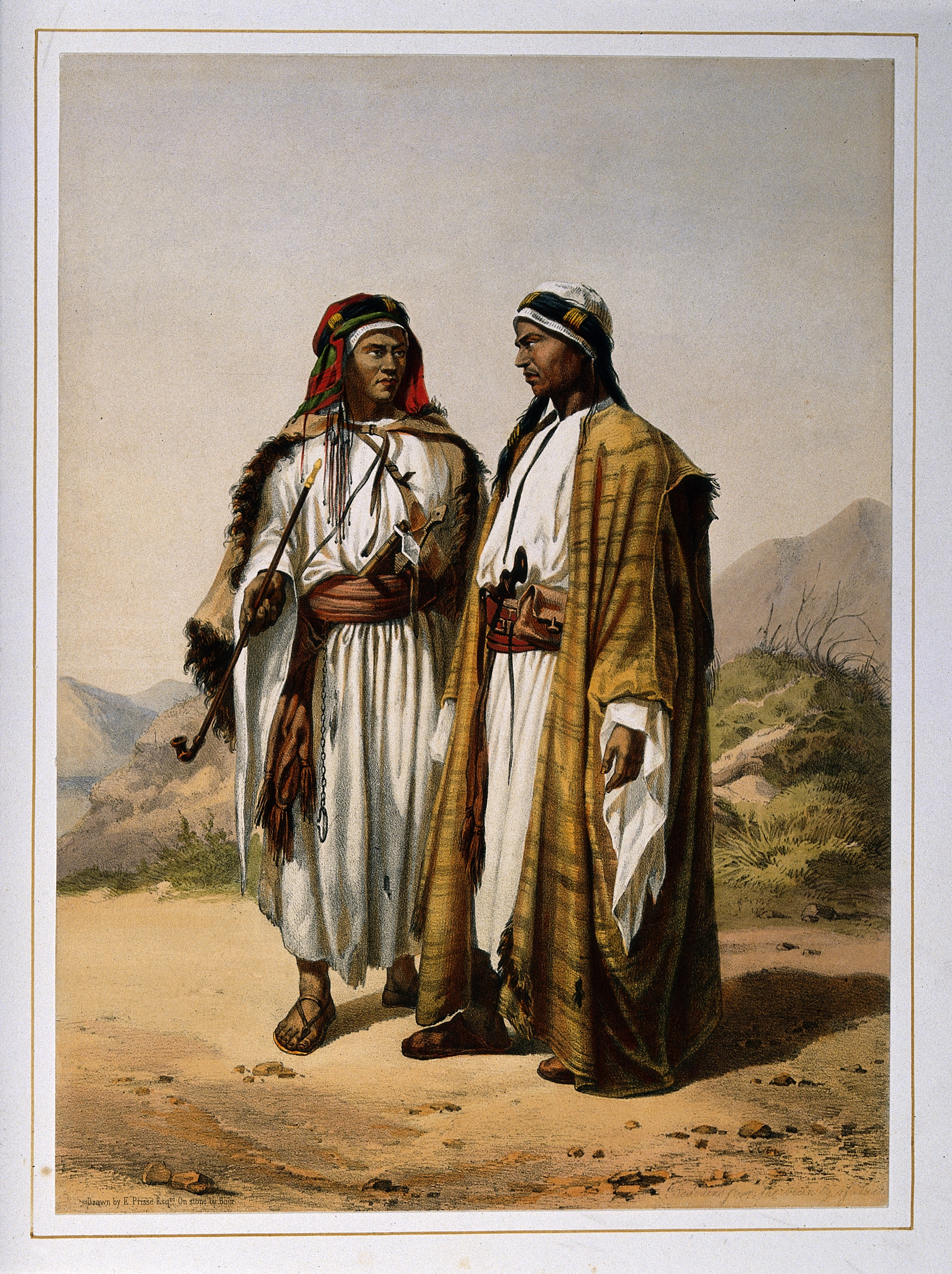
Два курящих араба. Цветная литография ок. 1870 года

Для Всемирные выставки 1867 года Присс в числе комиссии разрабатывал египетский павильон, макеты древнего храма, фасада дворца. В результате интерес к ориентализму вырос, появилось некое модное течение.

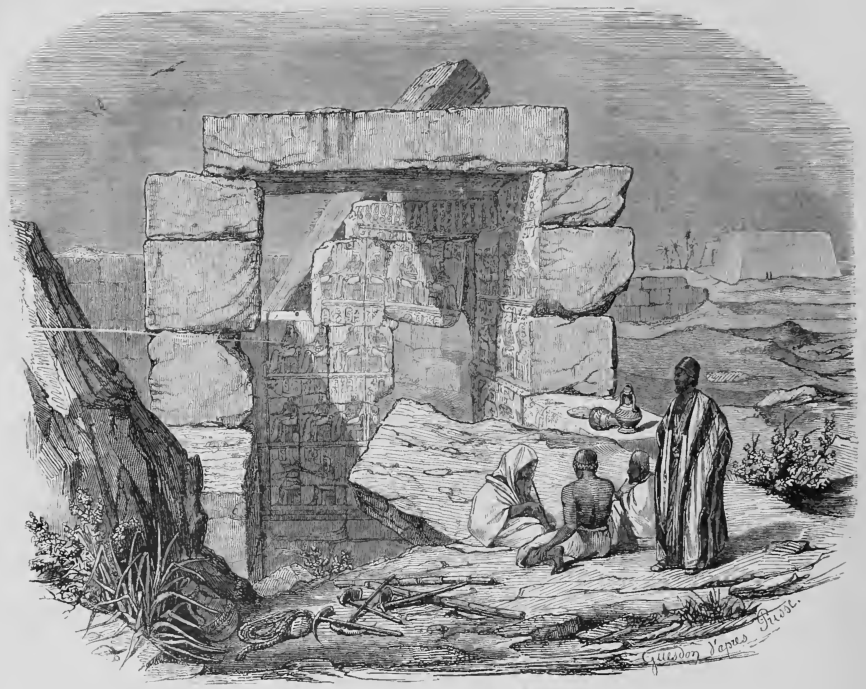
«Карнакский царский список», рисунок Эмиля Присса, 1846 год
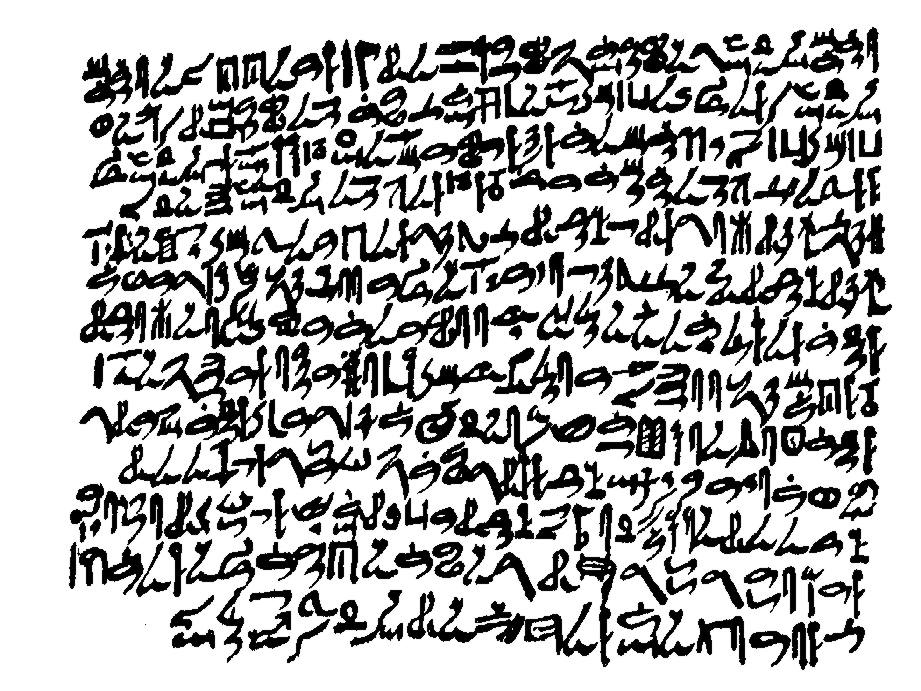
Папирус Присса
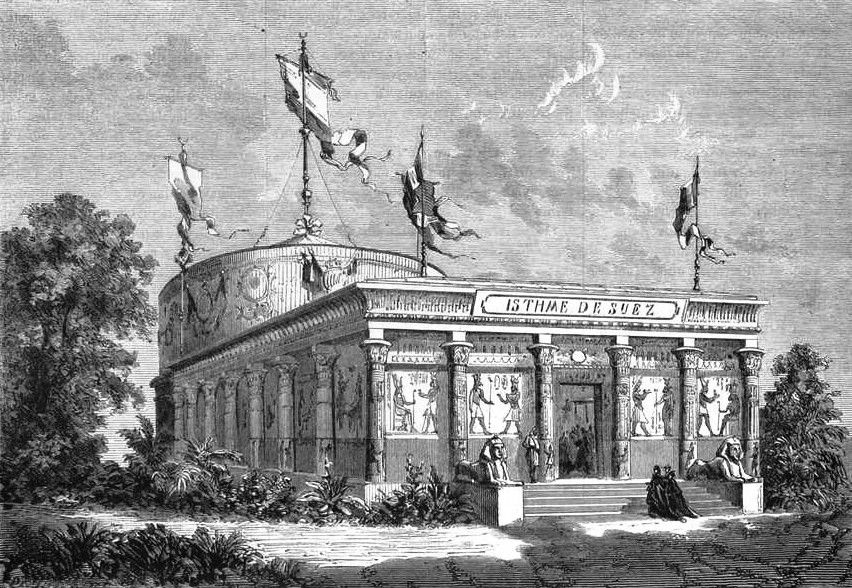
Египетский павильон на Всемирной выставке 1867 года в Париже

### Поздние годы и наследие
Свои наблюдения, изложенные в книгах «История египетского искусства» (фр. «Histoire de l’art égyptien») 1868—1877 годов и «Арабское искусство» (фр. «L’art arabe») 1869—1877 годов, Присс частично сопроводил стереоскопическими фотографиями, которые задокументировали памятники, утерянные позже. «Арабское искусство» Присса является ранней работой об исламском искусстве, содержит первое свидетельство геометрических построений узоров. На Всемирной выставке 1878 года обе книги имели большой успех.
Эмиль Присс скончался в 1878 году. В 1897 году в его честь назвали улицу Rue Prisse-D’Avennes в XIV округе Парижа. Работы Присса пользуются популярностью и переиздаются по сей день.
Наследие Эмиля Присс д'Авена оставило свой след в архитектуре южного берега Крыма. Как указывает исследователь Владислав Кожин, литографии Присс д'Авена послужили бесспорным источником для великого князя Петра Николаевича и великой княгини Милицы Николаевны при строительстве и оформлении дворца "Дюльбер" в Кореизе. К исследованиям археолога, к его эстампажам и публикациям орнаментов неизбежно прибегал архитектор Н. П. Краснов при работах над отделкой дворца. Орнаменты, зафиксированные и атрибутированные Присс д'Авеном получили комплексное воплощение в "Дюльбере" и стали, возможно, единственным примером воплощения теперь, во многом, уже утраченного наследия средневековья ближнего востока (потолки и орнаменты "Дюльбера" воспроизводят образцы резьбы и пластики египетских мечетей XII-XV вв.)

## Труды

### Наиболее значимые
| Оригинальное название | Название на русском | Год       | Место |
| --- | --- | --------- | ----- |
| Monuments égyptiens, bas-reliefs, peintures, inscriptions, etc.                                                                                        | Египетские памятники, рельефы, рисунки, надписи                                                                                         | 1842      | Париж |
| Monuments égyptiens | Египетские памятники | 1847      |       |
| Fac-similé d’un papyrus égyptien en caractères hiératiques trouvé à Thèbes donné à la Bibliothèque royale de Paris. Impr. lithographique de Lemercier. | Факсимиле египетского папируса, написанного иератикой и отправленного в Королевскую библиотеку Парижа. Литографии отпечатаны Lemercier. | 1847      | Париж |
| Histoire de l’art égyptien d’après les monuments depuis les temps les plus reculés jusqu’à la domination romaine.                                      | История египетской архитектуры с древнейших времён до римского владычества. (Атлас в 2х томах с 160 хромолитографиями).                 | 1868-1877 | Париж |
| L’art arabe d’après les monuments du Kaire, depuis le VIIe jusqu’à la fin du XVIIe                                                                     | Арабское искусство памятников Каира с VII до конца XVII века.                                                                           | 1869-1877 | Париж |

### Прочие публикации
| Оригинальное название | Название на русском | Год       |
| --- | --- | --------- |
| Coup d’oeil sur la situation de l’Égypte en décembre 1831                                                                                    | Взгляд на ситуацию в Египте в декабре 1831 года                                                                                                   | 1834      |
| Voyage au lac et à la ville Menzaleh | Путешествие на озеро и город Мензалех | 1834      |
| Lettres sur l’Archéologie et la Philologie égyptiennes                                                                                       | Письма в «Revue Archéologique» и Жак-Жозефу Шампольону.                                                                                           |           |
| Notice sur la Salle des Ancêtres de Thoutmès III, au temple de Karnak                                                                        | Заметки о зале празднеств Тутмоса III в Карнакском храме                                                                                          | 1845      |
| Recherches sur les Légendes Royales et l’époque du règne de Schaï ou Scheraï                                                                 | Исследования о царских легендах времён правления Шаи и Шераи                                                                                      | 1845      |
| Notice sur le Musée du Kaire et sur les collections d’antiquités égyptiennes de MM. Abbott, Clot-Bey et Harris                               | Заметка о Каирском музее и коллекции египетских древностей для господ Эббота, Клод-Бэйя и Харриса                                                 | 1846      |
| Notice sur les Antiquités égyptiennes du Musée Britannique                                                                                   | Путеводитель по египетским древностям Британского музея                                                                                           | 1847      |
| L’album oriental; caractères, costumes et usages des habitants de la vallée du Nil, de la Nubie, de l’Abyssinie et des côtes de la mer Rouge | Восточный альбом; люди, костюмы и обычаи жителей долины Нила, Нубии, Абиссинии и побережья Красного моря                                          | 1847      |
| Mémoire sur les dynasties égyptiennes | Памятка о египетских династиях | 1847      |
| Fac-similé de papyrus égyptiens. Choix de manuscrits Hiératiques, Démotiques et Grecs                                                        | Факсимиле египетских папирусов. Выбор иератических, демотических и греческих папирусов. (не публиковалась)                                        | 1849      |
| Revue Orientale et Algérienne | Обзор Востока и Алжира (5 томов) | 1852-1854 |
| Miroir de l’Orient ou tableau historique des croyances, mœurs, usages, sciences et arts de l’Orient musulman et chrétien                     | Зеркало Востока или историческая картина верований, нравов, обычаев, науки и искусства Востока христианского и мусульманского. (не публиковалась) | 1852      |
| Des chevaux égyptiens; race ancienne et moderne                                                                                              | Египетские лошади; древние и современные забеги                                                                                                   | 1852      |
| Notice descriptive de l’ouvrage du Général Daumas: Les chevaux du Sahara.                                                                    | Заметка: лошади Сахары (для генерала Дюма) | 1852      |
| Du café, histoire, culture et commerce | Кофе: история, культура, торговля | 1852      |
| Les Wahhâbi et la réformation musulmane | Ваххабиты и мусульманская реформация | 1852      |
| Tribus nomades de l'Égypte, les Ababdeh. | Кочевники Египта — абабдехи | 1852      |
| Du dromadaire, comme bête de somme et comme animal de guerre                                                                                 | Верблюды как вьючное и боевое животное. (критика на работу генерала Ж. Л. Карбуцциа)                                                              | 1853      |
| Des marbres de France et de l’Algérie, comparés aux marbres étrangers, anciens et modernes.                                                  | Французский и алжирский мрамор в сравнении с зарубежным мрамором — древним и современным.                                                         | 1853      |
| Histoire des armes chez les anciens Égyptiens                                                                                                | История оружия древних египтян. (не публиковалась)                                                                                                | 1854      |
| Des diverses races chevalines de l’Orient | Различные породы лошадей Востока | 1854      |
| Notice sur les Papyrus récemment découverts                                                                                                  | Заметка о недавно обнаруженном папирусе | 1858      |
| Considérations générales sur notre commerce avec l’Égypte et les contrées adjacentes                                                         | Общие соображения о торговле с Египтом и соседними регионами                                                                                      | 1860      |
| De la création d’un Comité oriental au Ministère des affaires étrangères                                                                     | О создании Восточного комитета при Министерстве иностранных дел                                                                                   | 1870      |